# Stazione di Roanne
La stazione di Roanne (in francese Gare de Roanne) è la principale stazione ferroviaria di Roanne, Francia.